# 联合左翼 (斯洛文尼亚)
联合左翼（斯洛文尼亚语：Združena levica），简称联左（ZL），是斯洛文尼亚的一个已不存在的左翼选举联盟。该联盟成立于2014年3月1日，由争取民主社会主义倡议、斯洛文尼亚争取生态社会主义和可持续发展党－TRS和民主劳动党（简称“民劳党”，缩写为DSD）组成。2017年6月24日，争取民主社会主义倡议与斯洛文尼亚争取生态社会主义和可持续发展党－TRS合并为左翼党。同时，左翼党与民主劳动党组成新的选举联盟“联左-民劳党”（ZL-DSD），取代联合左翼。
该联盟的意识形态是民主社会主义、生态社会主义、反资本主义、温和欧洲怀疑主义。该联盟实行集体领导。